# Stygohalacarus scupiensis
Stygohalacarus scupiensis is een mijtensoort uit de familie van de Halacaridae. De wetenschappelijke naam van de soort is voor het eerst geldig gepubliceerd in 1934 door Viets.